# Bavent
Ne doit pas être confondu avec Bavans.
Pour les articles homonymes, voir Magdelaine Bavent.
Bavent est une commune française, située dans le département du Calvados en région Normandie, peuplée de 1 912 habitants.

## Géographie

### Localisation
La commune est en bordure nord de la plaine de Caen et du pays d'Auge. Son bourg est à 6 km au nord de Troarn, à 9 km au sud-ouest de Cabourg et à 15 km au nord-est de Caen.
Couvrant 1 845 hectares, son territoire est le plus étendu du canton de Cabourg.
Le point culminant (66 m) se situe à l'ouest, près du lieu-dit la Grande Bruyère. Le point le plus bas (2 m) correspond à la sortie de la Dives du territoire, au nord-est.
En raison de sa proximité à la mer, Bavent bénéficie d'un climat océanique. La station météorologique la plus proche est Caen-Carpiquet, à 19 km.
| Bréville-les-Monts            | Gonneville-en-Auge, Varaville, Petiville | Varaville     |
| Bréville-les-Monts, Escoville | Bavent                                   | Goustranville |
| Touffréville                  | Troarn                                   | Basseneville  |

Le 1er janvier 2017, la commune passe de l'arrondissement de Caen à celui de Lisieux

### Hydrographie
La commune est située dans le bassin Seine-Normandie. Elle est drainée par la Dives, la Divette, le Douet du Moulin du Pré, un bras du Saint-Laurent, le Saint-Laurent, la Divette, le Douet Clapet et divers autres petits cours d'eau,.
La Dives, d'une longueur de 105 km, prend sa source dans la commune de Gouffern en Auge et se jette  dans la baie de Seine en limite de Cabourg et de Dives-sur-Mer, après avoir traversé 34 communes. 
La Divette, d'une longueur de 15 km, prend sa source dans la commune de Touffréville et se jette  dans la Dives à Cabourg, après avoir traversé six communes. 

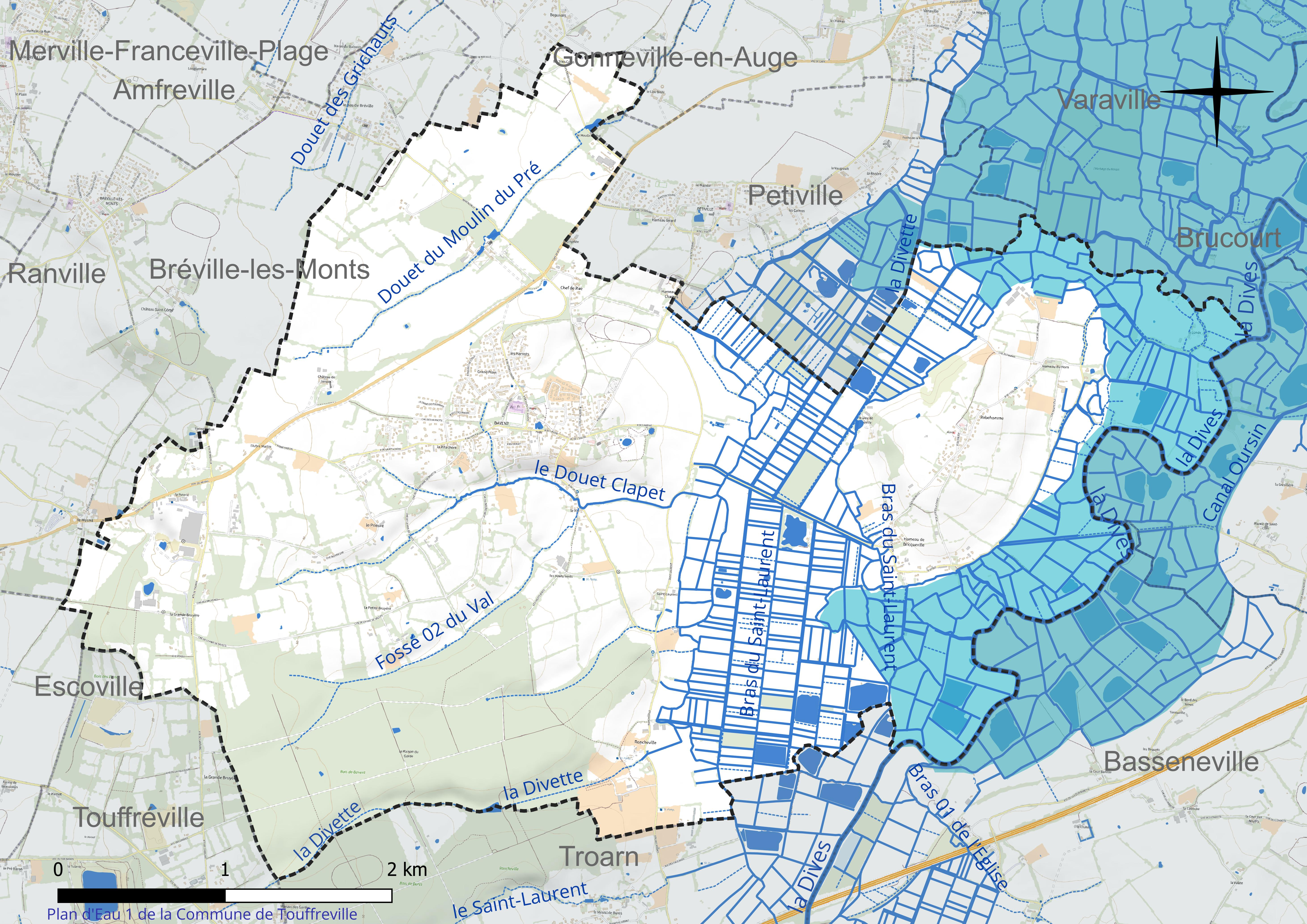
Réseau hydrographique de Bavent.

Un plan d'eau complète le réseau hydrographique : l'étang du Colvert (2,1 ha),.

### Climat
Pour des articles plus généraux, voir Climat de la Normandie et Climat du Calvados.
En 2010, le climat de la commune est de type climat océanique altéré, selon une étude du CNRS s'appuyant sur une série de données couvrant la période 1971-2000. En 2020, Météo-France publie une typologie des climats de la France métropolitaine dans laquelle la commune est exposée à un climat océanique et est dans la région climatique  Normandie (Cotentin, Orne), caractérisée par une pluviométrie relativement élevée (850 mm/a) et un été frais (15,5 °C) et venté. Parallèlement le GIEC normand, un groupe régional d'experts sur le climat, différencie quant à lui, dans une étude de 2020, trois grands types de climats pour la région Normandie, nuancés à une échelle plus fine par les facteurs géographiques locaux. La commune est, selon ce zonage, exposée à un « climat des plateaux abrités », correspondant à la plaine agricole de Caen à Falaise, sous le vent des collines de Normandie et proche de la mer, se caractérisant par une pluviométrie et des contraintes thermiques modérées.
Pour la période 1971-2000, la température annuelle moyenne est de 10,9 °C, avec une amplitude thermique annuelle de 12,2 °C. Le cumul annuel moyen de précipitations est de 681 mm, avec 11,4 jours de précipitations en janvier et 7,3 jours en juillet. Pour la période 1991-2020, la température moyenne annuelle observée sur la station météorologique la plus proche, située sur la commune de Sallenelles à 5 km à vol d'oiseau, est de 11,8 °C et le cumul annuel moyen de précipitations est de 735,8 mm,. Pour l'avenir, les paramètres climatiques de la commune estimés pour 2050 selon différents scénarios d'émission de gaz à effet de serre sont consultables sur un site dédié publié par Météo-France en novembre 2022.

## Urbanisme

### Typologie
Au 1er janvier 2024, Bavent est catégorisée bourg rural, selon la nouvelle grille communale de densité à 7 niveaux définie par l'Insee en 2022.
Elle est située hors unité urbaine. Par ailleurs la commune fait partie de l'aire d'attraction de Caen, dont elle est une commune de la couronne,. Cette aire, qui regroupe 296 communes, est catégorisée dans les aires de 200 000 à moins de 700 000 habitants,.

### Occupation des sols
L'occupation des sols de la commune, telle qu'elle ressort de la base de données européenne d'occupation biophysique des sols Corine Land Cover (CLC), est marquée par l'importance des territoires agricoles (78,3 % en 2018), en diminution par rapport à 1990 (79,9 %). La répartition détaillée en 2018 est la suivante : 
prairies (60,7 %), terres arables (17,5 %), forêts (14,6 %), zones urbanisées (4 %), zones humides intérieures (1,8 %), zones industrielles ou commerciales et réseaux de communication (1,4 %), zones agricoles hétérogènes (0,1 %). L'évolution de l'occupation des sols de la commune et de ses infrastructures peut être observée sur les différentes représentations cartographiques du territoire : la carte de Cassini (XVIIIe siècle), la carte d'état-major (1820-1866) et les cartes ou photos aériennes de l'IGN pour la période actuelle (1950 à aujourd'hui).

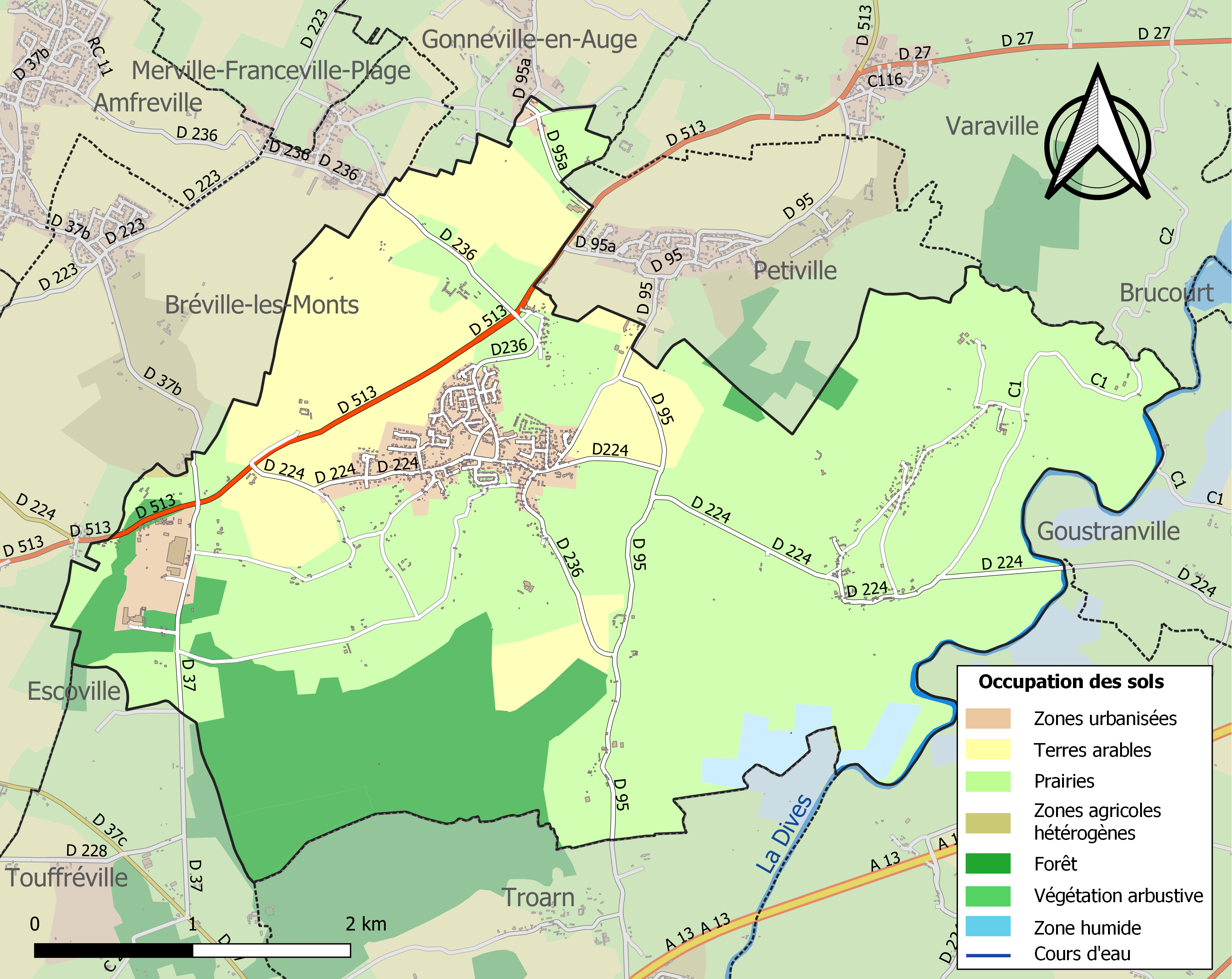
Carte des infrastructures et de l'occupation des sols de la commune en 2018 (CLC).

## Toponymie
Bavent est attesté sous les formes : Bavent en 1059, Badvento en 1063, Batvent en 1066.
L'origine de ce nom de lieu divise les toponymistes :
- Albert Dauzat et Charles Rostaing[28] bat vent : « endroit où bat le vent ».
- René Lepelley émet une hypothèse similaire : celle d'un ancien moulin dont « les ailes battaient le vent »[29]. Il existe effectivement un moulin à Sénoville (Manche), appelé La Masse de Bavent. Si ce nom se réfère à un moulin à vent cela implique l'apparition de tels moulins en Occident un siècle plus tôt qu'on ne l'admet communément[30].
- Ernest Nègre[30] propose d'expliquer Bavent par un anthroponyme germanique Badvin, pris absolument.

On peut proposer un nom celtique en -ent-, latinisé -entu(m), que l'on trouve également dans Douvrend (Dovrent XIIe siècle) précédé d'un élément indéterminé en l'absence de forme plus ancienne. Le même suffixe a pu être identifié dans les Nogent (Novientum, sur novio, nouveau) et Drevant (Derventum, sur dervo, chêne, cf. breton derv, chêne).
Le gentilé est Baventais.
L'ancienne commune de Robehomme lui est associée depuis 1975.

## Histoire
En 1974, Bavent (984 habitants en 1968) fusionne avec Robehomme (122 habitants en 1954),, qui garde le statut de commune associée.

## Politique et administration
| Période                                  | Période               | Identité                                | Étiquette | Qualité             |
| ---------------------------------------- | --------------------- | --------------------------------------- | --------- | ------------------- |
| Les données manquantes sont à compléter. |                       |                                         |           |                     |
| 1848                                     |                       | Henri-Gabriel-Marie Le Bègue de Germiny |           |                     |
| Les données manquantes sont à compléter. |                       |                                         |           |                     |
| ?                                        | mars 1959             | François Fournier                       |           |                     |
| mars 1959                                | mars 1965             | André Yvonnet                           |           | Médecin généraliste |
| mars 1965                                | novembre 1966 (décès) | François Fournier                       |           |                     |
| décembre 1966                            | janvier 1982 (décès)  | André Yvonnet                           |           | Médecin généraliste |
| mars 1982                                | mars 1983             | Jean Costil                             |           |                     |
| mars 1983                                | mars 2008             | Joël Leroy                              |           | Professeur          |
| mars 2008                                | En cours              | Jean-Luc Garnier                        |           | Cadre administratif |

Le conseil municipal est composé de dix-neuf membres, dont le maire et de quatre adjoints[réf. souhaitée]. L'un de ces conseillers, Laurent Marie, est maire délégué de la commune associée de Robehomme.

## Démographie
L'évolution du nombre d'habitants est connue à travers les recensements de la population effectués dans la commune depuis 1793. Pour les communes de moins de 10 000 habitants, une enquête de recensement portant sur toute la population est réalisée tous les cinq ans, les populations de référence des années intermédiaires étant quant à elles estimées par interpolation ou extrapolation. Pour la commune, le premier recensement exhaustif entrant dans le cadre du nouveau dispositif a été réalisé en 2007.
En 2022, la commune comptait 1 912 habitants, en évolution de +6,76 % par rapport à 2016 (Calvados : +1,58 %, France hors Mayotte : +2,11 %).
Au XIXe siècle, Bavent avait compté un maximum de 968 habitants en 1831, avant de dépasser ce nombre en 1968 (984). Avant la fusion, Robehomme avait atteint 323 habitants en 1836.
| 1793 | 1800 | 1806 | 1821 | 1831 | 1841 | 1846 | 1851 | 1856 |
| ---- | ---- | ---- | ---- | ---- | ---- | ---- | ---- | ---- |
| 827  | 778  | 846  | 941  | 968  | 870  | 880  | 907  | 890  |

| 1861 | 1866 | 1872 | 1876 | 1881 | 1886 | 1891 | 1896 | 1901 |
| ---- | ---- | ---- | ---- | ---- | ---- | ---- | ---- | ---- |
| 912  | 871  | 817  | 812  | 791  | 739  | 727  | 675  | 675  |

| 1906 | 1911 | 1921 | 1926 | 1931 | 1936 | 1946 | 1954 | 1962 |
| ---- | ---- | ---- | ---- | ---- | ---- | ---- | ---- | ---- |
| 669  | 638  | 597  | 641  | 660  | 686  | 547  | 741  | 905  |

| 1968 | 1975 | 1982 | 1990  | 1999  | 2006  | 2007  | 2012  | 2017  |
| ---- | ---- | ---- | ----- | ----- | ----- | ----- | ----- | ----- |
| 984  | 993  | 914  | 1 606 | 1 723 | 1 739 | 1 738 | 1 731 | 1 814 |

| 2022  | - | - | - | - | - | - | - | - |
| ----- | - | - | - | - | - | - | - | - |
| 1 912 | - | - | - | - | - | - | - | - |

## Économie

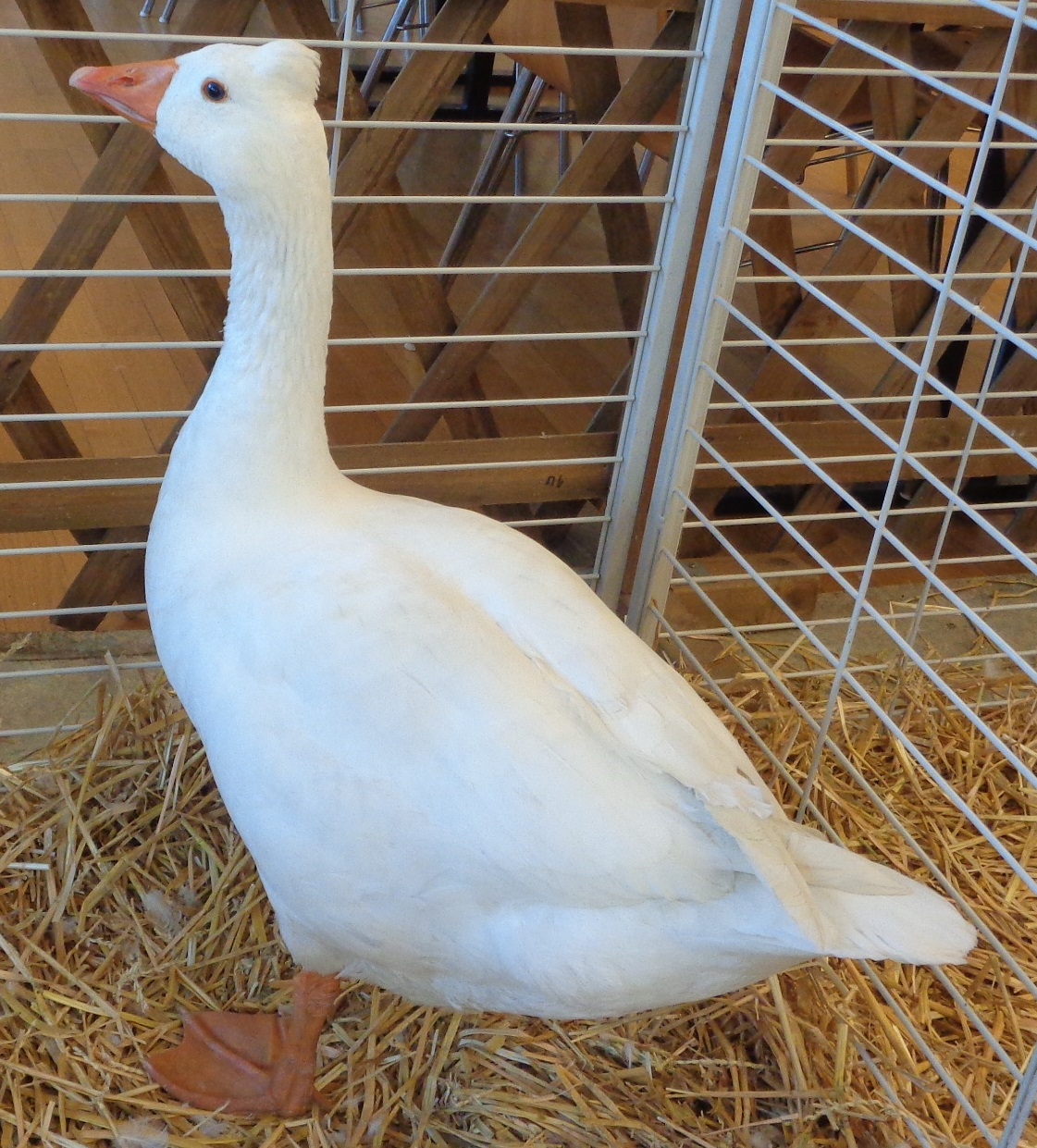
Une oie de Bavent.

Bavent est connu pour être le foyer de l'élevage de l'oie de Bavent, oie fermière reconnaissable à son dimorphisme sexuel (jars blanc et oie tachetée) et à son toupet sur la tête, et excellente oie à rôtir.
Le groupe Terreal y dispose d'une usine de production de tuiles.
La poterie du Mesnil de Bavent crée des épis de faîtage en faïence. Elle détient le label Entreprise du patrimoine vivant et son savoir-faire est inscrit à l'Inventaire du patrimoine culturel immatériel en France.

## Culture locale et patrimoine

### Distinction
Candidat au palmarès 2019 du Concours départemental des villes et villages fleuris de France, Bavent  a reçu le 2e prix dans la 3e catégorie (communes de plus de 5 000 habitants) le 14 octobre 2019.

### Lieux et monuments
- Église Saint-Hilaire (XIIe siècle, très remaniée au XIXe siècle)[42].
- Église Notre-Dame-de-la-Nativité de Robehomme (XIXe et XXe siècles)[42].
- Château de Bénéauville (fin XVIe siècle) classé aux monuments historiques[43]. Son parc fait l'objet d'un recensement à l'inventaire général du patrimoine culturel[44].
- Château de Bavent (XVIIe siècle) inscrit au titre des monuments historiques depuis le 11 avril 1975[45].
- Manoir de Venoix (XVIIe siècle) dont le parc est un site classé depuis le 26 janvier 1945[46]. En 1944 le manoir subit d'importants dégâts, après rénovations il a retrouvé son état de 1648 avec quelques ajouts et transformations[42].
- Pavillon de la Poterie (1842)[42].

La ville de Bavent fut par le passé composée de nombreux hameaux qui composent aujourd'hui les différents quartiers de la ville : la petite Bruyère, le Prieuré, l'Arbre-Martin, le Mesnil, la Richetière.
Il y avait alors à Bavent 2 prieurés, indépendants : le prieuré de Roncheville et le prieuré Saint Etienne, tous les deux dépendants de l'église St Etienne de Caen. Ces 2 prieurés distincts, au coeur d'un hameau de 17 maisons (en 1889), possédait une maladerie (ou léproserie) au niveau de l'arbre Martin. Une légende locale raconte :  « Il y a quelques siècles, sur ce site était implantée une léproserie appelée Sainte Madeleine, on y accédait par le chemin des malades (la pénétrante actuelle vers Bavent). À proximité, il y avait un arbre, au pied duquel on déposait les dons pour les lépreux. Cet arbre était surnommé l'arbre Martin. Plus tard, le carrefour des quatre routes ayant pris de l'importance est devenu le carrefour de l'arbre Martin. Un trésor aurait été caché sous l'un des arbres situés au carrefour des quatre routes. L'extrémité de l'ombre donnée par cet arbre a midi devait être l'endroit précis de la cache du trésor. La légende dit que des fouilles ont été réalisées sans résultats ».

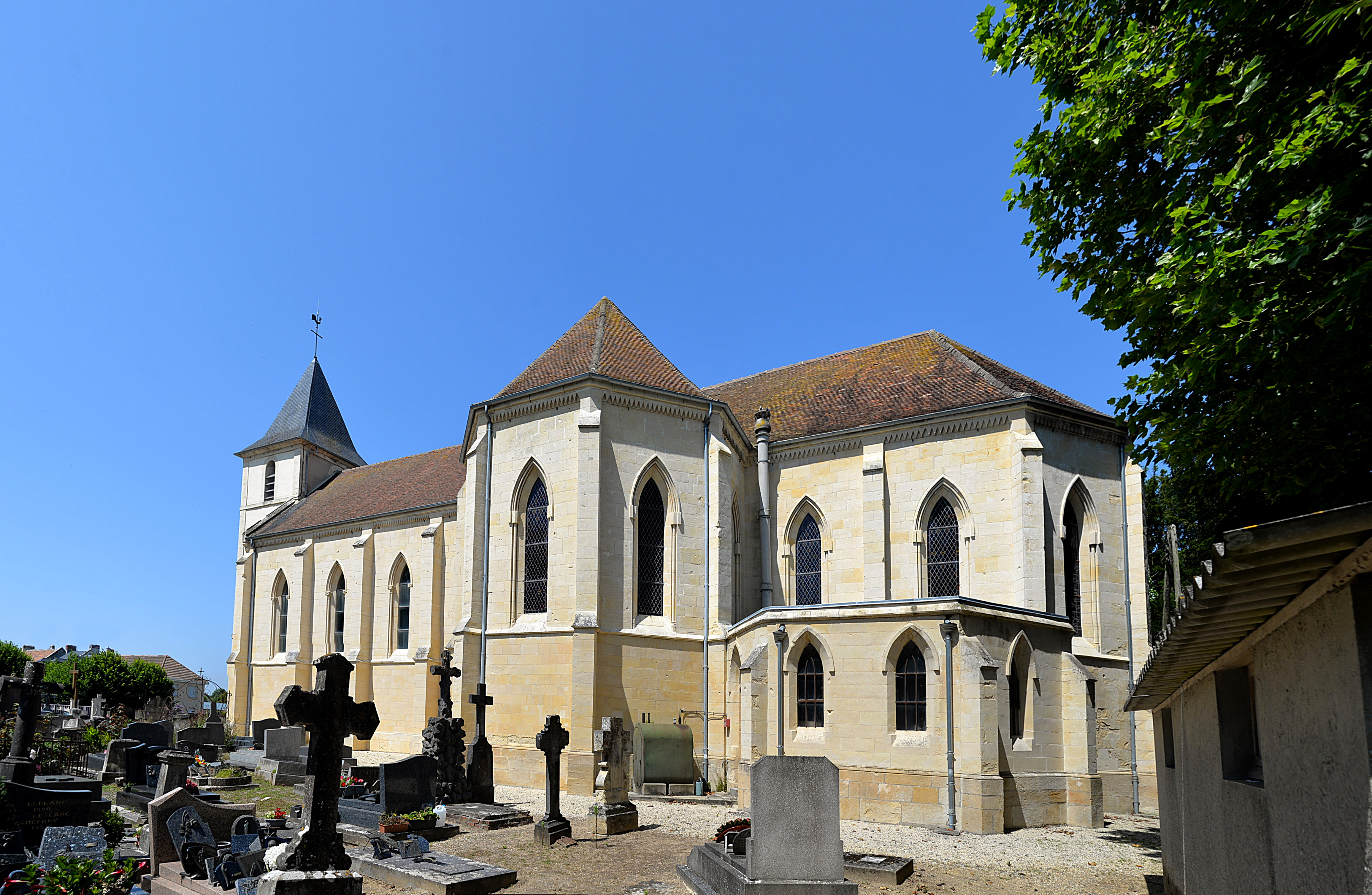
L'église Saint-Hilaire de Bavent.
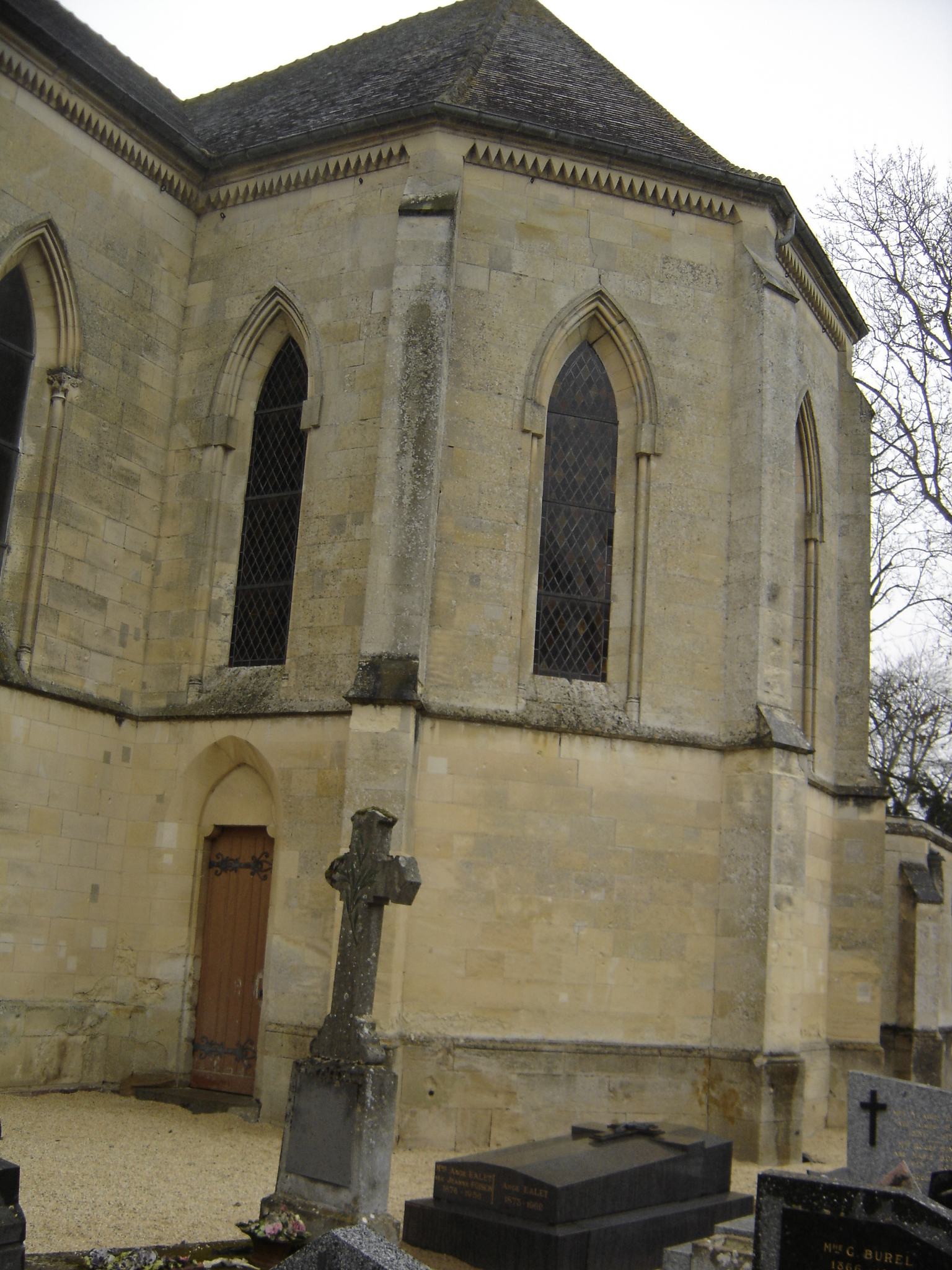
L'église Saint-Hilaire.
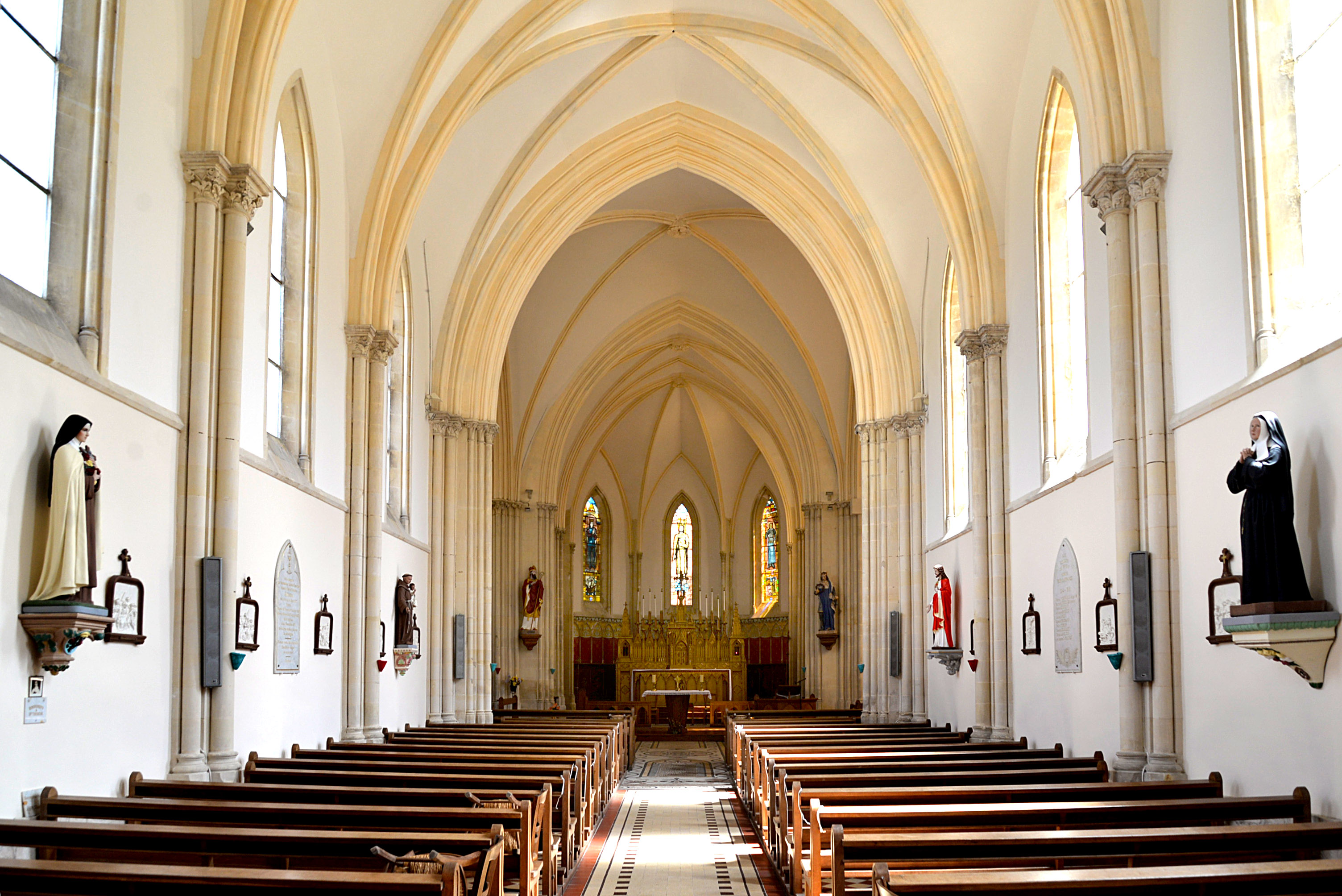
La nef de l'église Saint-Hilaire.
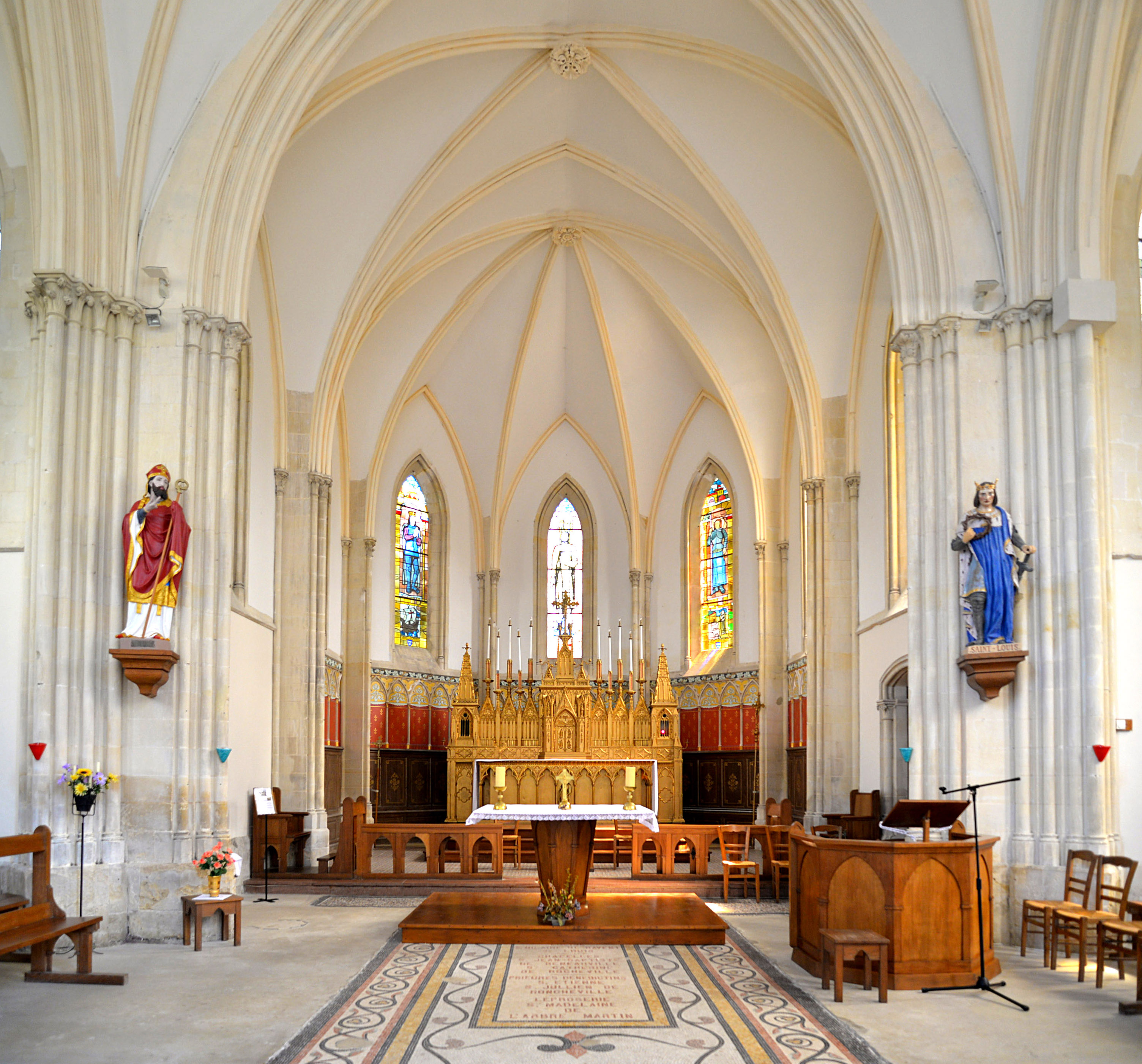
Le chœur de l'église Saint-Hilaire.
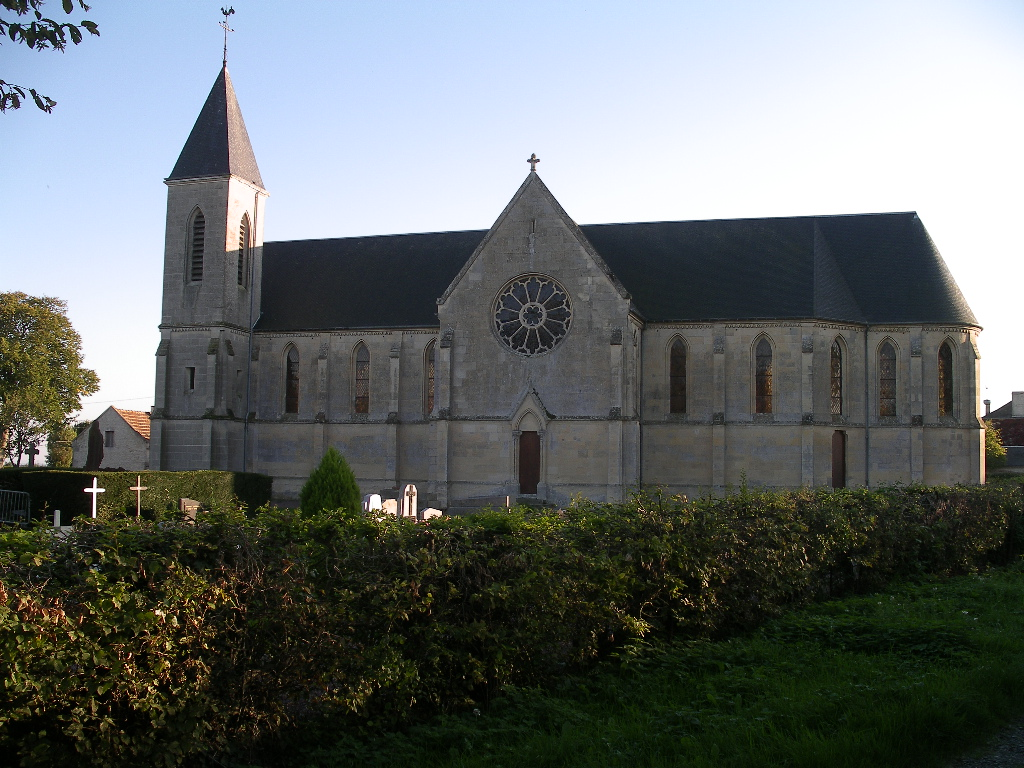
L'église de Robehomme.
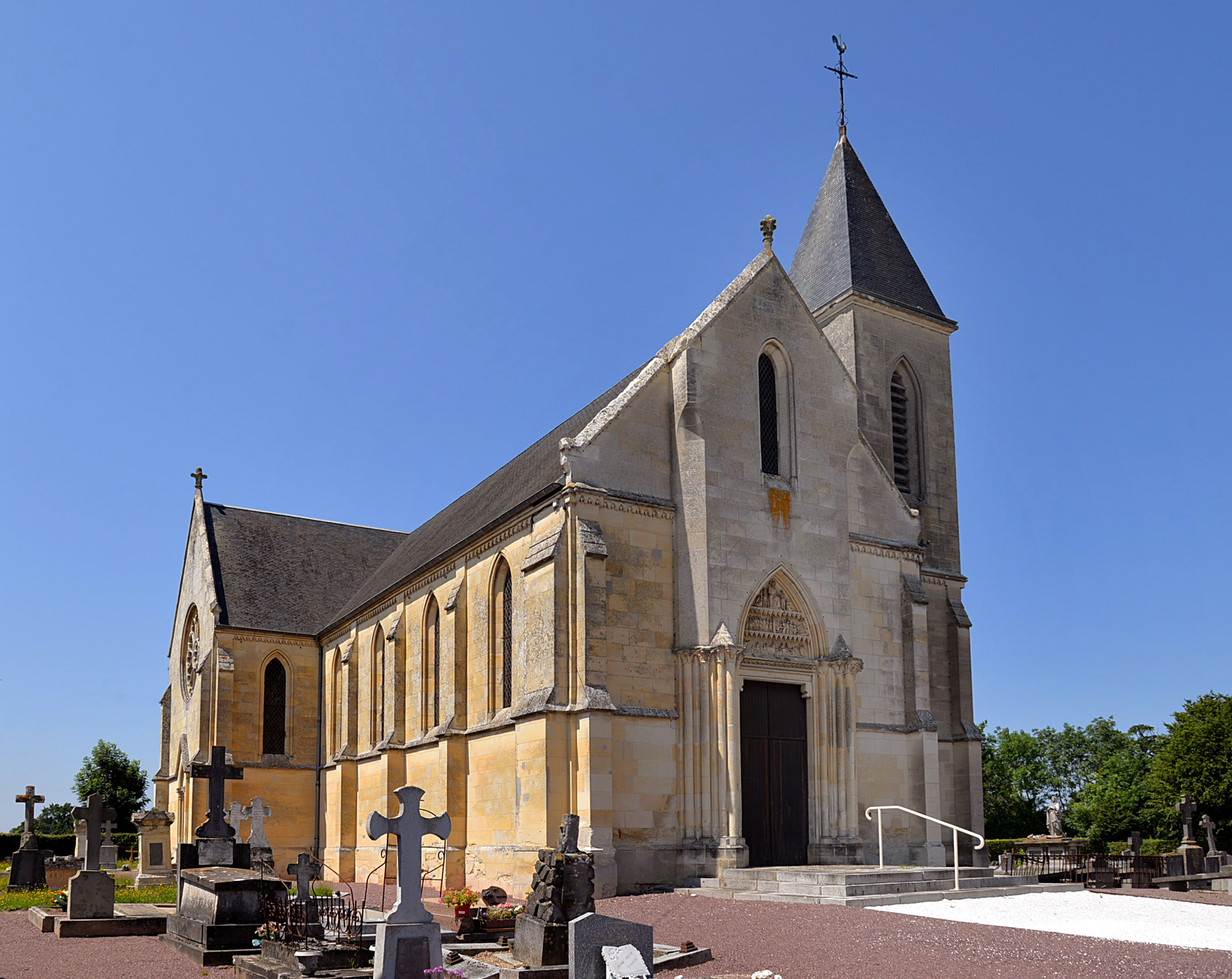
L'église de la Nativité de Notre-Dame de Robehomme.
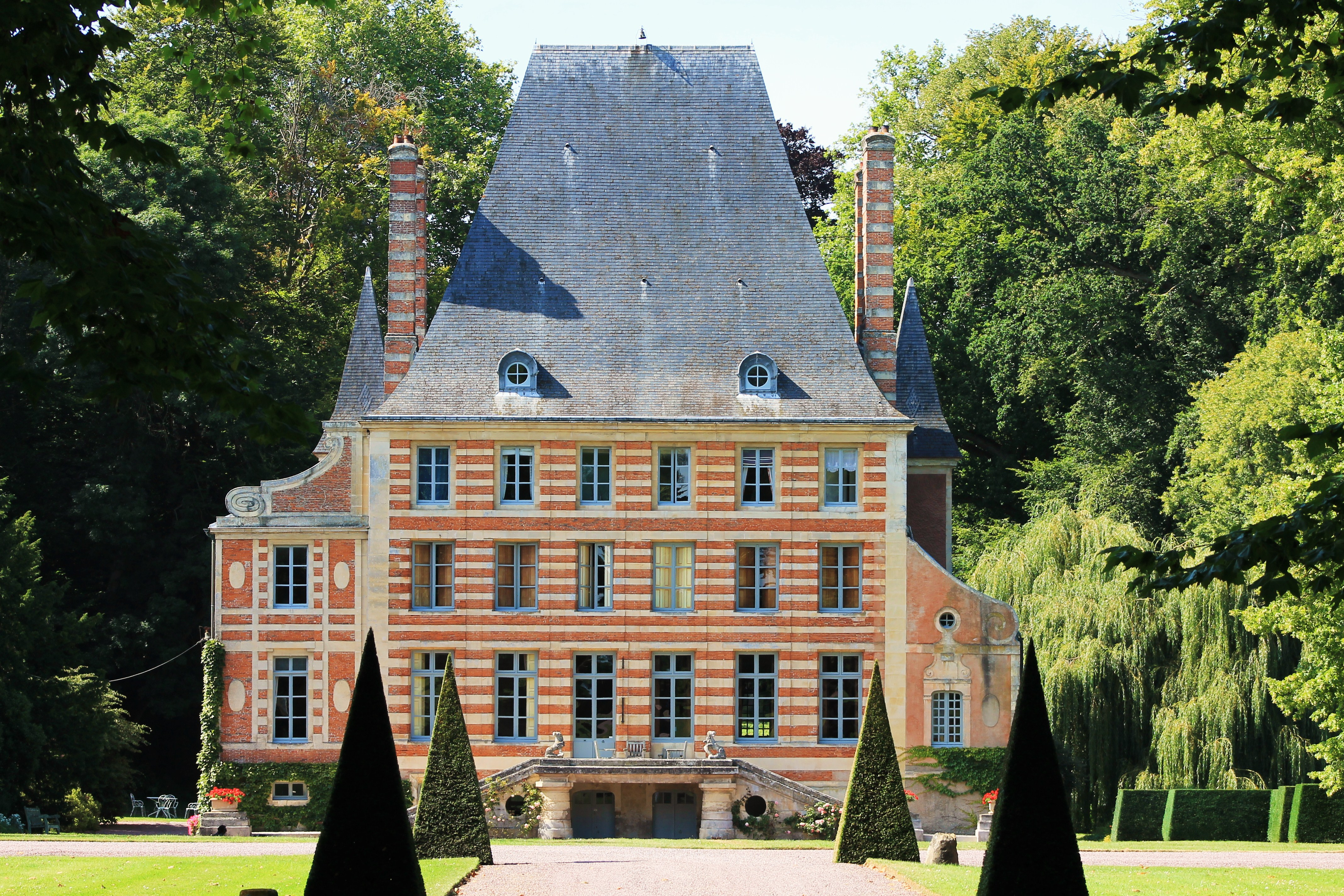
Le château de Béneauville.
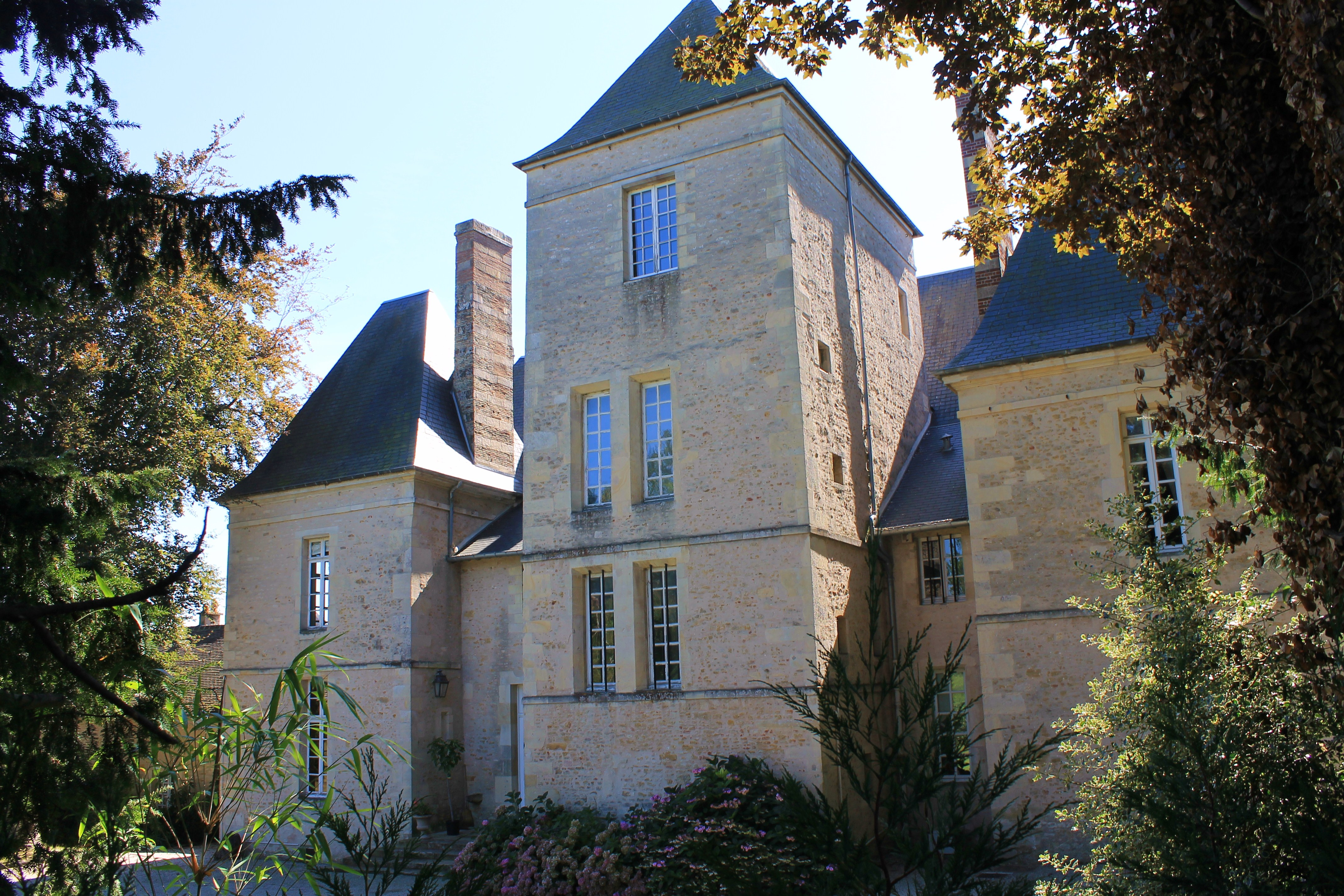
Le château de Bavent.
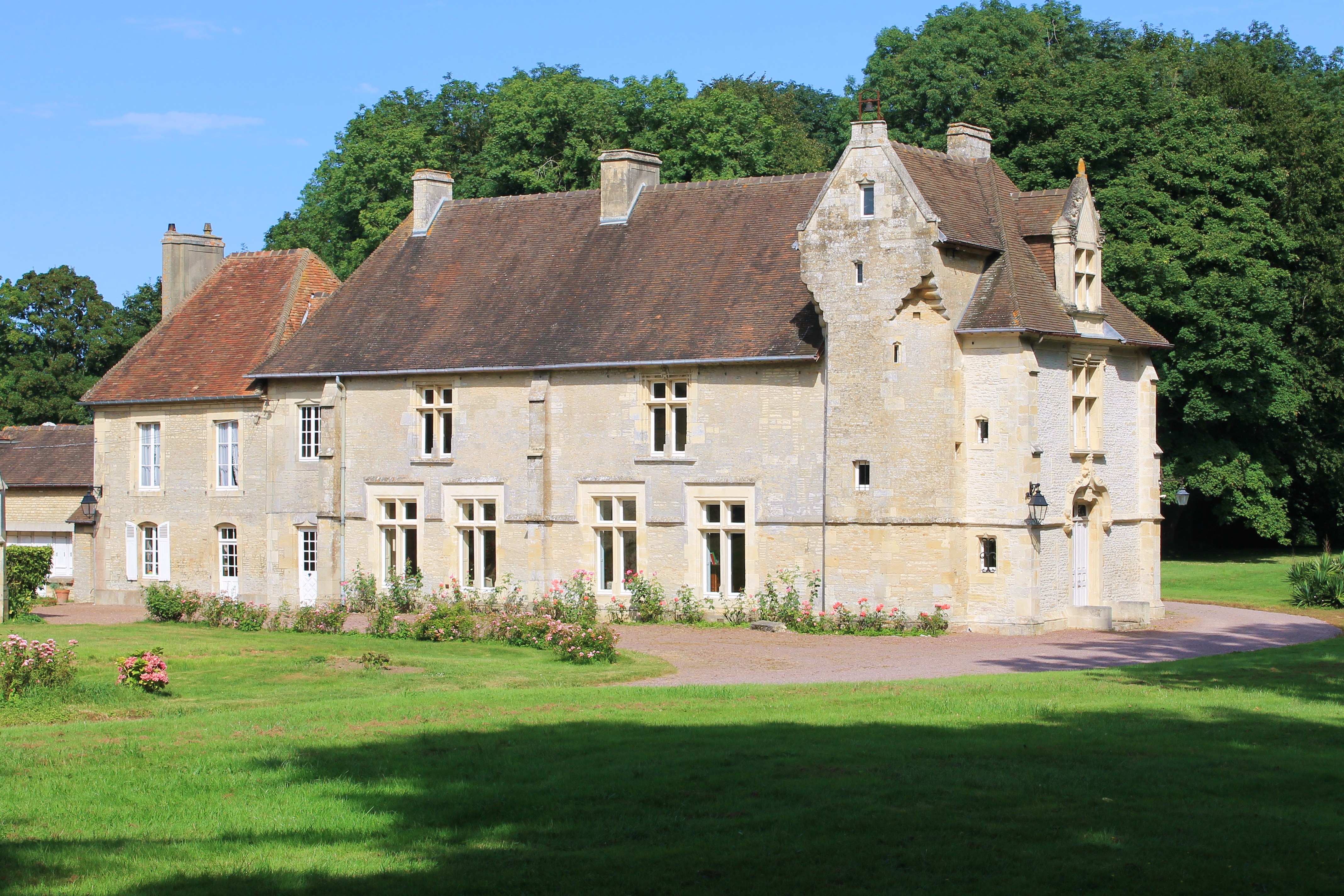
Le manoir de Vénoix.
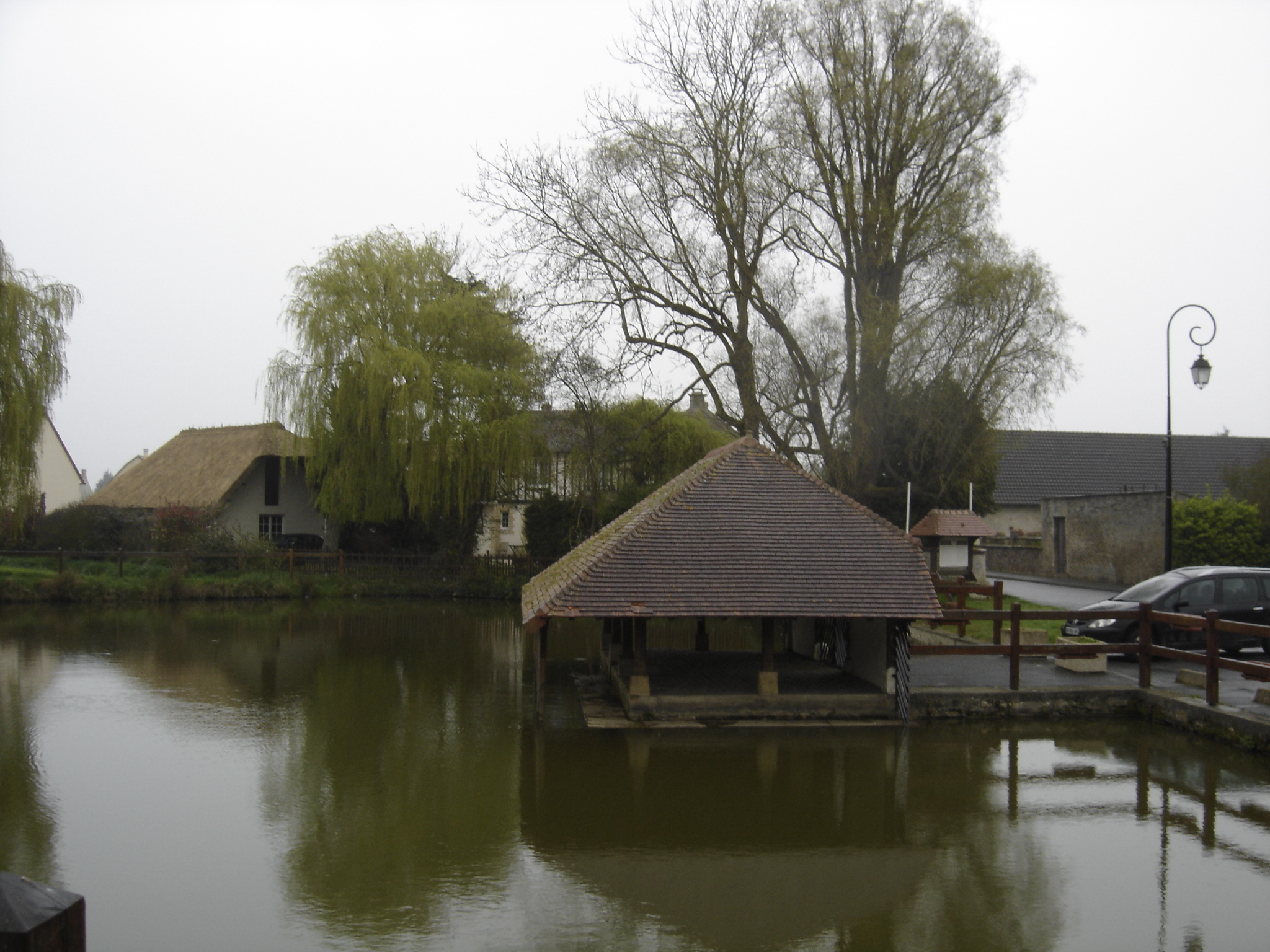
Lavoir public.
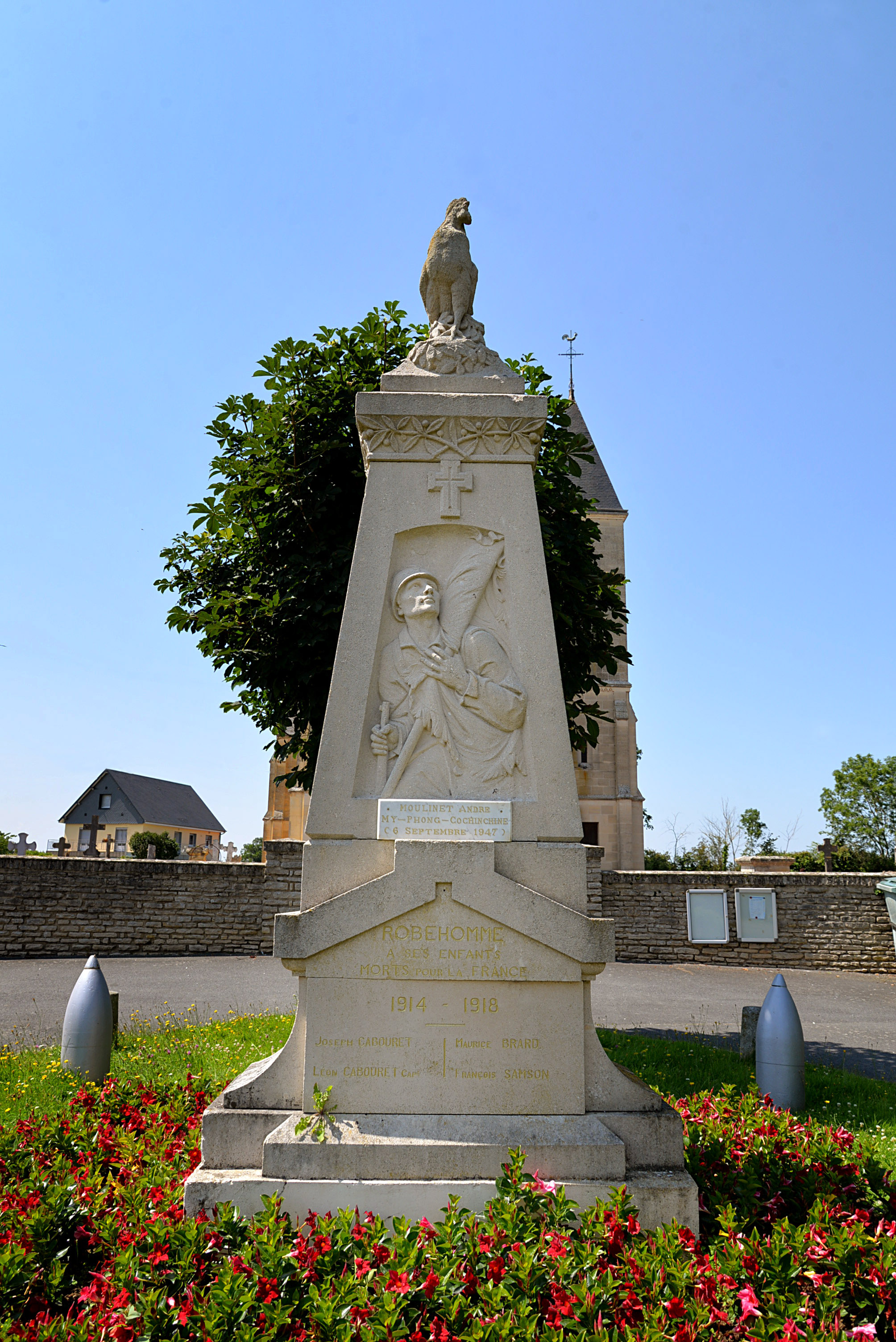
Le monument aux morts de Robehomme.

### Activité et manifestations

#### Manifestation
À partir de juin 2012, un Festiv'Argile est organisé, en principe tous les deux ans.

#### Sports
Le Football club baventais, qui ne fait plus évoluer qu'une équipe de football en catégorie vétéran.

### Jumelages
La commune est jumelée avec :
- Stoke Canon (Royaume-Uni) depuis 1983.
- Geiselbach (Allemagne) depuis 1988.

### Personnalités liées à la commune
- la famille Neufville de Bavent; seigneurs et propriétaires de Bavent jusqu'au XVIIIe siècle;
- Henri-Gabriel-Marie Le Bègue de Germiny (1811-1900), homme politique, maire de Bavent
- David Haig-Thomas, explorateur, commando britannique, mort à Bavent le 6 juin 1944. Il est enterré dans le cimetière autour de l'église.

### Héraldique
La municipalité de Bavent a choisi de ne plus communiquer avec le blason ci-dessous.
| Armes de Bavent | Les armes de la commune de Bavent se blasonnent ainsi : D'argent à la cotice de gueules chargée de quatre poteries de Bavent d'or (un pot à deux anses, un broc, un vase et un pot à col évasé) posées en barre et accompagnée en chef de trois fleurs de jonquille aussi d'or* ordonnées en orle et en pointe d'un héron contourné du même * becqué et membré de sable, au chef d'or chargé de l'inscription en capitales de sable BAVENT senestré de gueules à deux léopards aussi d'or l'un sur l'autre. Les deux léopards d'or des armoiries de Bavent rappellent les armoiries de la Normandie. |